# 魔物娘的醫生
《魔物娘的醫生》是折口良乃所著的日本輕小說，擔綱插畫。由集英社旗下的Dash X文庫發行，2016年6月24日至2022年3月23日發行，共11卷（本篇10卷、前傳1卷）。其改編電視動畫於2020年7月12日起於TOKYO MX等電視頻道上開始播映，第1集在7月4日於網上提前播映。

## 故事大纲
在人類與魔族之間長達百年的戰爭結束後，雙方訂立的停戰條約，人類與魔族也開始和平共存。人類醫生格連和拉彌亞藥劑師紗芬蒂德經營著一家診所，為各個魔物娘解決疑難雜症。

## 角色列表

### 里德威姆
人類與魔族停戰後，由火龍族有「龍鬥女」之稱的絲卡蒂·德菈肯菲爾特建立的大型都市，特點是在這城市內人類和魔族互利共存，目前已建立10年左右，非常繁榮且和平。
由絲卡蒂本人的解釋，建立此城市的命名由來與意義為「龍之加護」。

#### 立德拜特診所的人物
格連·立德拜特（Glenn Leitbeit，聲：土岐隼一、小市真琴（幼年））
人類，17歲，醫生，經營著專門醫治魔物的診所。師承克蘇魯，在師傅的支持下才得以獨立經營診所。醫術精湛，但由于过于集中对患者的治疗，经常会做出超出界限的行为而遭到誤會，从而受到紗妃的责备，但是本人完全沒有騷擾方面的想法，個人認為就是純粹的醫療行為。
對於自己在里德威姆市的人望非常高這點上完全沒有自覺，但對於紗芬蒂德·涅克斯的感情非常專一。
完全清楚幼年時期紗芬蒂德·涅克斯被交付的暗殺任務與其家族出身背景，亦知道拉彌亞族有強抗毒的體質，但對其友好的態度沒有任何改變。
對於生命的構築有自己的見解，覺得醫生是一種舒緩生命苦痛的天職，也因為真實的存活著所以痛苦，雖然不能完全消除這樣的苦痛，但絕對會盡力而為，同時也認為醫生的使命就是為了要去盡力減緩這種痛苦而存在。
紗芬蒂德·涅克斯（Saphentite Neikes，聲：大西沙織）
拉彌亞族，19歲，藥劑師。格連的青梅竹馬兼師姐，非常喜歡格連，智慧過人但嫉妒心極强，每当有其他女性接近自己心爱的格連时就会吃醋。愛稱紗妃。对体温的急剧变化非常敏感，特别是怕冷，患有白化病，所以平时会穿阻挡阳光的特制内衣。喜歡喝酒且酒量不差，對於各種毒藥有極強的免疫能力，只有極少數毒藥對拉彌亞族有效，尾巴能像第三只手一样运用自如。
身患所謂的不治之症是「深愛格連·立德拜特的相思病」。
出身於精通毒藥與暗殺術的涅克斯家族，幼時曾作為交涉人質居住在立德拜特家一段時間，並被交付了一旦交涉失敗就要下手殺害立德拜特一家的暗殺任務(但因交涉成功，所以沒有執行暗殺任務並離開立德拜特家)，交涉過程中，因為雙方家族各懷鬼胎而遭格連家傭人試圖下藥毒殺但沒有成功，由於體質關係而發高燒臥床(對拉彌亞族有效的毒藥並不多，雖然中毒但不至於死亡)，而也是格連首次為了治療她，開始接觸魔族醫學方面相關的知識，是使格連走上醫生之路的契機。

#### 里德威姆的居民
緹莎莉亞·史丘迪雅（Tisalia Scythia，聲：布萊德庫特·莎拉·惠美）
半人馬，想讓一直愛慕的格連成為自己未來的丈夫而屢次計畫與其相親，但都因為發生預期以外的事件告吹，被同一種族的人稱為“公主”。是里德威姆物流的“史丘迪雅運輸商会”的千金大小姐，同時也是現役鬥技場第三位階鬥士，得意技是全力衝刺型長槍突刺，身體結實健康且很有修养，讨厌拐弯抹角的做事风格，性格坦率单纯，很重情义但也有胆小的一面。
因為得意技的關係使得前後馬蹄不等長影響身體平衡因素，故而長期無法取勝，本人對於安裝蹄鐵之事有莫名恐懼感，但經由格連安裝蹄鐵固定後恢復應有身手。
與哈比村洽談空運合作契約成功，並因此成立史丘迪雅運輸商会的空運部門。
凱依·阿爾帝（Kay Arte，聲：菲魯茲·藍）
半人馬，緹莎莉亞的隨從之一。與羅娜同為戰爭孤兒，一起被史丘迪雅家的執事阿爾帝收養。
於前往哈比村的途中因坍方落石事故扭傷右前腳而無法行動，經休養傷勢後恢復正常。
對醫術精湛又年輕帥氣的格連醫生抱有好感，因此在康復後聯合羅娜一起調戲格連醫生，但此事只有他們三人知情。
羅娜·阿爾帝（Rona Arte，聲：M·A·O）
半人馬，緹莎莉亞的隨從之一。與凱依同為戰爭孤兒，一起被史丘迪雅家的執事阿爾帝收養。
因擔心同行受傷的凱依的狀況心煩意亂而時常做出不合常理之行為，經由緹莎莉亞的請託，由格連醫生以矯正器具輔助後恢復正常。
對醫術精湛又年輕帥氣的格連醫生抱有好感，因此在康復後聯合凱依一起調戲格連醫生，但此事只有他們三人知情。
露菈菈·海涅（Lulala Haine，聲：藤井幸代、Shaylee（歌唱））
人魚的新人歌姬。第一人稱是「僕」。对金钱很执着，想法很现实。在水中能关闭半透明的瞬膜保护眼睛进行游泳。因為格連的診療和營救而對他產生了戀愛的感情。在格連醫生遭遇困難時會適時出手幫忙他。
目前在中央廣場以人魚歌姬出道並藉由高端的歌唱技巧賺取生活費。
因為是水棲魔族的關係，對於水路街的各種情報相當知情，算是某種程度上的情報網，同時算是議會在水路街的眼線之一。
艾菈臬·塔蘭提拉·阿剌克尼塔（Aranya Trantella Alakunida，聲：嶋村侑）
阿剌克涅族，專門製造並銷售魔族衣服的荒絹裁縫服裝設計師，是紗妃一起享受品酒的老朋友。阿剌克涅族因種族特徵只有女性，因此會與其他種族的男性成為伴侶，也會強行把喜歡的男性弄到手而設下陷阱。
移動時會產生阿剌克涅族特有的絲線，具有一定程度的黏性，但可以用熱水除去。在前往哈比村里找尋傳說中的菲尼克斯(就是伊莉)作為衣服設計的靈感時引起不小的騷動。
對於他人關係都沒有任何的信任感可言，經由莎妃等人開導後開始相信友情，對於自己本身的這個劣根性有自知之明。
起初登場時被緹莎莉亞當成壞女人，但其實只是喜歡隱藏自己的心意而口是心非而已，本性並不壞。患有對於自己在意且該項屬於別人的東西一定要拿到手的竊盜癖。之后對格連產生了戀愛的感情。
咩咩·魯頓（Meme Rudon，聲：岡咲美保）
獨眼族，15歲，見習工匠唯一的女弟子，個性認真努力，擅长武器制作等工艺技术，但是由於悲觀思想的因素，對於自己的技術依然沒有自信心。也因時常抱持著非常悲觀的思想，老是把事情往不好的方面做想像。由於頭部眼睛為單眼，在生理構造上與其他種族較為不同的關係，經常無法正確判斷距離遠近，而且對於重複性較高的動作長時間觀看會產生暈眩的症狀。
不擅長面對人群以及陌生人的視線，簡單來說就是怕生的個性。對於溫柔的格連醫生抱有好感，但是時常口非心是。
愛麗絲·瑪雷亞（Alice，聲：鈴木愛奈）
貓科獸人，在鬥技場與緹莎莉亞戰鬥並獲勝的鬥士。在上場前已被格連診斷出右手肘有韌帶發炎現象，經包紮後依然帶傷上陣。
希爾夏·提席烏斯（聲：飯田友子）
米諾陶洛斯族，懷孕期間有找格連做檢查，男性為牛頭人身，女性較接近人形。
在立德拜特診所診療期間所發出的聲音引人遐想，從而害格連遭紗妃責備，但一切都只是醫療行為而已。
科廷利·布拉德福德6世（聲：市之瀨加那）
妖精。
妖精（聲：峯田茉優）
妖精。

#### 里德威姆中央醫院的人物
克蘇魯·斯丘爾（Cthulhy Squele，聲：尤加奈）
斯庫拉族，里德威姆中央醫院的院長，格連與紗芬蒂德的老師。对于学问拥有强烈的求知欲，被称为“深海的贤者”。有着喜爱少年的癖好，非常喜欢学生时代的格連。與中央議會的絲卡蒂是老朋友同時也是她的主治醫生。不喜歡出席人多的典禮場合故常常不在位置上，而且因院內病患眾多，以時常忙碌為由缺席該場合。
在煩惱複雜且難解的問題時有咬自己觸手的習慣，其本人解釋是一旦咬著觸手就能冷靜思考。
萊姆（Lime）
史萊姆族。
格連因過勞而住進中央醫院時擔任其看護師，是格連的師姐。

#### 里德威姆議會關係者
絲卡蒂·德菈肯菲爾特（Skadi Dragenfelt，聲：種崎敦美）
火龍族，原為龍身，因長時間生活在地上，型態逐漸轉為人樣。里德威姆的議會代表，也是名符其實的最高領導人，有「龍鬥女」之稱。身患严重的恶性肿瘤，视此顽疾为战争时代的宿业，因此拒绝就医，認為自己已經完成應完成的宿命，並希望自己就此死去。由于心肺被腫瘤压迫，说话非常小声，平时都是由侍从苦无同声代為传达。之后被格連说服接受手术，手術成功摘除惡性腫瘤並恢复健康。无法飞行的翅膀也恢复正常亦能自主大聲地說話。個性喜欢撒娇且行事風格大膽自由，在民众面前威风凛凛，但在亲近的人面前就流露出本性。之后對格連產生了戀愛的感情，並暱稱格連為"大哥哥"(雖然以年齡而言在龍族尚稱年幼，但實際上絲卡蒂大格連非常多歲的樣子)。在自己喜歡的人(也就是格連醫生)面前沒有任何形象可言，時常做出不合時宜的動作。
雖然實際上是里德威姆市的最高領導人，但她本人完全沒有領導人的架子，對於接受他人的幫助會由衷感謝而從不居功，屬於豪爽不拘的性格。
也因為身為龍族的體質過於強健，於鬥技場比賽全勝而沒有對手的關係，故在鬥技場中被列為禁止往來戶。
苦無·傑納烏（Kunai Zenau，聲：河瀨茉希）
肉身魔像，絲卡蒂的親信兼護衛，非常尊敬且崇拜收留她的絲卡蒂，尊稱絲卡蒂為「龍鬥女大人」。是根据术士的想法以各种目的制造出来的人工產物。原鬥技場第一位階傳奇連勝鬥士，格鬥技巧驚人，在近距離戰鬥中可以以一敵多。性格固执，由于是将尸体肉塊接在一起组成的，所以很脆弱，需要定期更换縫合線，否則身體各部位肉塊會因為無法接合而掉落，雖然不會疼痛，但掉落的身體各部位還是會與本體有相連共享的知覺存在，甚至於有著原本肉體主人的怨念跟詛咒，平時是靠著後腦杓的卷軸內記載的符咒壓制負面能量，故那些殘肢不會腐化腐敗。因為是由不知名的醫生製造出來，故對於醫生這職業深感厭惡，並表示肉塊她能自行縫合接上，所以起初不願就醫，但對手術縫合技術精湛且對於生命思想有所見解的格連醫生抱有好感。
名字雖然叫做苦無，身體也感覺不到痛楚，但實際上還是會為了事情苦惱，為生活感到痛苦，經格連醫生解釋這就是她還活著的證明。
最近因為絲卡蒂對於格連醫生的愛慕並積極追求的行為感到苦惱但也無可奈何，所以時常擔任吐槽役去吐槽這點。
阿露露娜·露娜（聲：大地葉）
花妖，里德威姆議會第二把交椅。

### 哈比村的人物
伊莉（Ily，聲：鈴代紗弓）
哈比族，14歲，出身於貧民窟，沒有姓氏，被哈比村里收養。羽毛發達，耐寒性強，擁有鋒利的鉤爪，在崖壁和樹上等不平穩的地方也能牢牢抓住。
起初被原傭兵集團的人蛇販賣商俘虜，並強制讓她與其他抓來的哈比族女孩下蛋並走私販賣，被中央議會的絲卡蒂發現人蛇集團走私違法販賣哈比族無精卵的行動而曝光，並由絲卡蒂等人聯合救出。由於身體及心理壓力等因素產生了卡卵的症狀，經格連醫生於現場進行緊急治療後恢復正常。回到哈比村里因落羽更換成成羽的過程中無法飛翔而罹患輕微的憂鬱症，經過格連開導後恢復信心，後被發現有部分傳說中不死鳥－菲尼克斯的血統。
對將她救出並治療的格連醫生抱有好感，目前在史丘迪亞運輸商會的空運部門工作。
狄俄涅·涅菲利姆（Dione Nephilim，聲：金元壽子）
巨人族，身體的代謝非常低而且長壽。皮膚堅硬。住在維布爾山山頂，雖然體型像大樹一樣巨大，但性格卻很溫厚。被哈比們尊稱為「巨神大人」。
原本居住在山上，但是聽說哈比村里來了一位醫生(格連)，由於長期被普通感冒所困擾而決定下山求醫，因自己體型巨大，故移動時會產生相當程度的地震，也因此引起了村莊裡哈比族人們不小的恐慌，對哈比族村落造成的恐慌深感歉意。
因著衣單薄且山上氣候寒冷的關係，故常常感冒，穿上了哈比村里的哈比們提供的布料以及艾菈臬的巧手縫製的衣物後解決了這個問題，心裡十分感激。
與剛建立里德威姆市的絲卡蒂有過一面之緣，目前會在哈比的村落幫忙排除落石等巨大的障礙物。

## 出版書籍

### 輕小說
| 卷數 | 集英社         | 集英社                 |
| 卷數 | 發售日期       | ISBN                   |
| ---- | -------------- | ---------------------- |
| 1    | 2016年6月24日  | ISBN 978-4-08-631120-5 |
| 2    | 2016年12月22日 | ISBN 978-4-08-631160-1 |
| 3    | 2017年6月23日  | ISBN 978-4-08-631188-5 |
| 4    | 2018年2月23日  | ISBN 978-4-08-631231-8 |
| 5    | 2018年12月21日 | ISBN 978-4-08-631284-4 |
| 6    | 2019年7月25日  | ISBN 978-4-08-631321-6 |
| 7    | 2019年11月22日 | ISBN 978-4-08-631340-7 |
| 0    | 2020年3月25日  | ISBN 978-4-08-631358-2 |
| 8    | 2020年7月22日  | ISBN 978-4-08-631373-5 |
| 9    | 2021年2月25日  | ISBN 978-4-08-631403-9 |
| 10   | 2022年3月25日  | ISBN 978-4-08-631460-2 |

### 漫畫
| 卷數 | 德間書店      | 德間書店               |
| 卷數 | 發售日期      | ISBN                   |
| ---- | ------------- | ---------------------- |
| 1    | 2019年1月12日 | ISBN 978-4-19-950666-6 |
| 2    | 2020年3月12日 | ISBN 978-4-19-950700-7 |

## 電視動畫
改編電視動畫於2020年7月12日起於TOKYO MX等電視頻道上開始播映，第1集在7月4日於網上提前播映。

### 製作人員
動畫由岩崎良明擔任導演，他曾為《純情房東俏房客》、《零之使魔》、《旋風管家》、《我們真的學不來！》等多部女角眾多的作品執導。
- 原作：折口良乃
- 插圖、魔物娘設定監修：Zトン
- 導演：岩崎良明
- 劇本統籌：白根秀樹
- 人物設計：加藤裕美
- 美術監督、美術設計：桑原悟
- 道具設計：岩永悅宜
- 色彩設計：勝田綾太
- 攝影監督：國重元宏
- 編集：木村祥明
- 音樂：TO-MAS
- 音樂製片人：臼倉龍太郎
- 音樂製作：Lantis
- 音響監督：明田川仁
- 音響製作：MAGIC CAPSULE
- 主製作人：宮崎薰、小岐須泰世
- 製作人：谷慎太郎、西川和良
- 動畫製作人：カルキ ラジーブ
- 動畫製作：ARVO ANIMATION
- 製作：里德威姆醫師會（萬代南夢宮藝術、博報堂DY音樂與電影股份公司）

### 主題曲
片頭曲
作詞：安藤紗紗，作曲、編曲：高田曉，主唱：ARCANA PROJECT
片尾曲「やさしさの名前」
作詞：森由里子，作曲：戶田一義，編曲：IKW，主唱：鈴木愛奈
插曲「Water flows down passages」（第2、11話）
作詞：松井洋平，英語補作詞：Shaylee，作曲：伊藤真澄、ミト，編曲：歌菜，主唱：Shaylee

### 集數列表
| 集數   | 日文標題 | 中文標題           | 劇本     | 分鏡     | 演出     | 作畫監督                                                                                 | 總作畫監督                              | 改編原作 |
| ------ | -------- | ------------------ | -------- | -------- | -------- | ---------------------------------------------------------------------------------------- | --------------------------------------- | -------- |
| 病例1  |          | 鬥技場的半人馬     | 白根秀樹 | 岩崎良明 | 北川正人 | 小川浩司、橋本翔太郎、田仲 高橋宏郁、池田龍也、飯飼一幸 高瀬ゆり子、川本由記子           | 加藤裕美、橋口翔太郎 内田利明           | 第一卷   |
| 病例2  |          | 水路街的人魚       | 白根秀樹 | 米林拓   | 横山廣行 | 清水博幸、橋口翔太郎、高橋宏邦                                                           | 加藤裕美、橋口翔太郎 内田利明           | 第一卷   |
| 病例3  |          | 討厭醫生的肉身魔像 | 白根秀樹 | 工藤利春 | 村上勉   | 森悅史、青野厚司、齊藤和也 能地清、德田夢之介、內田利明 永田有香                         | 加藤裕美、橋口翔太郎 内田利明           | 第一卷   |
| 病例4  |          | 不治之症的拉彌亞   | 白根秀樹 | 中津環   | 石黑達也 | 筱原健二、島田英明、吉田肇 服部憲知                                                      | 加藤裕美、橋口翔太郎 内田利明           | 第二卷   |
| 病例5  |          | 扭傷的半人馬       | 久尾步   | 米林拓   | 下司泰弘 | 清水博幸、丸英男、遠藤省二 鹽澤樞、高橋宏邦                                              | 加藤裕美、橋口翔太郎 内田利明           | 第二卷   |
| 病例6  |          | 無法飛翔的哈比     | 澤木褄   | 工藤利春 | 上原秀明 | 橋本翔太郎、工藤利春、兒玉健二 飯飼一幸、高橋宏邦、高瀬子                                | 加藤裕美、橋口翔太郎 内田利明           | 第二卷   |
| 病例7  |          | 享樂的阿剌克涅     | 久尾步   | 須永司   | 横山廣行 | 遠藤省二、池田龍也、小澤和則 永田有香                                                    | 加藤裕美、橋口翔太郎 内田利明、淵脇泰賀 | 第三卷   |
| 病例8  |          | 進擊的癸干忒斯     | 澤木褄   | 米林拓   | 北川正人 | 鹽澤樞、齊藤和也、森悅史 青野厚司、兒玉健二、高橋宏郁                                    | 加藤裕美、橋口翔太郎 内田利明、淵脇泰賀 | 第三卷   |
| 病例9  |          | 倒地的龍           | 白根秀樹 | 工藤利春 | 木村佳嗣 | 清水博幸、飯飼一幸、高橋宏郁                                                             | 加藤裕美、橋口翔太郎 内田利明、淵脇泰賀 | 第三卷   |
| 病例10 |          | 自虐的獨眼巨人     | 白根秀樹 | 所俊克   | 下司泰弘 | 篠原健二、日根野優子、大高雄太 青木真理子、吉田肇、田中克憲                              | 加藤裕美、橋口翔太郎 内田利明、淵脇泰賀 | 第四卷   |
| 病例11 |          | 里德威姆大型手術   | 白根秀樹 | 橫山彰利 | 橫山廣行 | 能地清、寺田浩之、飯飼一幸 工藤利春、丸英男、南伸一郎 森悅史、鹽澤樞、高橋宏郁           | 加藤裕美、橋口翔太郎 内田利明、淵脇泰賀 | 第四卷   |
| 病例12 |          | 龍的城市的醫生     | 白根秀樹 | 須永司   | 北川正人 | 服部憲知、齊藤和也、青野厚司 川本由記子、永田有香、池田龍也 飯飼一幸、高橋宏邦、遠藤省二 | 加藤裕美、橋口翔太郎 内田利明、淵脇泰賀 | 第四卷   |

### 播放平台
| 播放日期               | 播放時間（UTC+9）               | 播放電視台 | 播放地區 | 備註                   |
| ---------------------- | ------------------------------- | ---------- | -------- | ---------------------- |
| 2020年7月12日－9月27日 | 星期日 23時00時－23時30分       | TOKYO MX   | 東京都   |                        |
|                        |                                 | KBS京都    | 京都府   |                        |
|                        | 星期日 23時30分－星期一 0時00分 | SUN電視台  | 兵庫縣   |                        |
| 2020年7月15日－9月30日 | 星期三 00時30分－1時00分        | BS11       | 日本全國 | BS播放／「ANIME+」時段 |
| 2020年7月16日－10月1日 | 星期四 23時00分－23時30分       | AT-X       | 日本全國 | CS播放／有重播         |

### BD&DVD
| 卷數 | 發售日期       | 收錄話數       | 規格編號  |    |
| BD   | BD             | BD             | BD        | BD |
| ---- | -------------- | -------------- | --------- | -- |
| 1    | 2020年10月28日 | 第1話－第4話   | BCXA-1552 |    |
| 2    | 2020年12月24日 | 第5話－第8話   | BCXA-1553 |    |
| 3    | 2021年2月25日  | 第9話－第12話  | BCXA-1554 |    |
| DVD  |                |                |           |    |
| 1    | 2020年10月28日 | 第1話－第2話   | BCBA-5008 |    |
| 2    | 2020年11月26日 | 第3話－第4話   | BCBA-5009 |    |
| 3    | 2020年12月24日 | 第5話－第6話   | BCBA-5010 |    |
| 4    | 2021年1月27日  | 第7話－第8話   | BCBA-5011 |    |
| 5    | 2021年2月25日  | 第9話－第10話  | BCBA-5012 |    |
| 6    | 2021年3月26日  | 第11話－第12話 | BCBA-5013 |    |

### 網路廣播
2020年7月8日起，電台節目在音泉播出。主持人是飾演格連的土岐隼一與飾演紗芬蒂德的大西沙織。

## 外部連結
- 集英社特設網站 （页面存档备份，存于）（日語）
- 電視動畫官方網站 （页面存档备份，存于）（日語）
- 電視動畫的X（前Twitter）（日語）
- 木棉花官方網站 （页面存档备份，存于）（繁體中文）